# Parry Sound (Ontario)
Parry Sound (offiziell Town of Parry Sound) ist eine Gemeinde im Süden der kanadischen Provinz Ontario. Sie liegt im Parry Sound District und hat den Status einer Single Tier (einstufigen Gemeinde). Parry Sound ist Verwaltungssitz der Bezirksverwaltung des Parry Sound District und auch dessen Siedlungsschwerpunkt. Die Seeenge (sound) und damit auch die Gemeinde sind benannt nach dem britischen Admiral und Polarforscher William Parry.
Die heutige Gemeinde wurde Mitte des 19. Jahrhunderts von W.H. Beatty, einem britischen Landentwickler, gegründet und erhielt 1887 den Status einer Stadt (Town). Der 1907 von Canadian Pacific Railway (CPR) errichtete Bahnhof von Parry gilt heute als von historischem Wert.
Die Gemeinde beherbergt eine Basis, die „CCG Base Parry Sound“, der kanadischen Küstenwache. Außerdem ist sie siedlungstechnisch das Zentrum des Biosphärenreservates Georgian Bay.

## Lage
Die Gemeinde Parry Sound liegt am Ostufer der gleichnamigen Seeenge Parry Sound, welche zur Georgian Bay und damit zum Huronsee gehört. Die Gemeinde wird vom Seguin River in zwei Teile geschnitten, wobei der Fluss im Ort selber unter anderem von der 1908 eröffneten Parry Sound CPR Trestle überspannt wird.
Die Gemeinde liegt etwa 250 Kilometer nördlich von Toronto bzw. etwa 420 Kilometer westlich von Ottawa.

## Demografie
Der Zensus im Jahr 2016 ergab für die Siedlung eine Bevölkerungszahl von 6408 Einwohnern, nachdem der Zensus im Jahr 2011 für die Siedlung eine Bevölkerungszahl von nur 6191 Einwohnern ergeben hatte. Die Bevölkerung hat damit im Vergleich zum letzten Zensus im Jahr 2011 leicht unterdurchschnittlich um 3,5 % zugenommen, während der Provinzdurchschnitt bei einer Bevölkerungszunahme von 4,6 % lag. Im Zensuszeitraum 2006 bis 2011 hatte die Einwohnerzahl in der Siedlung noch über dem Trend um 6,4 % zugenommen, während sie im Provinzdurchschnitt um 5,7 % zunahm.

## Verkehr
Parry Sound liegt am Ontario Highway 400, der hier zum Netz des Trans-Canada Highway-Systems gehört. Außerdem ist die Gemeinde Haltepunkt des von VIA Rail zwischen Toronto und Vancouver betriebenen transkontinentalen Personenzuges The Canadian. Neben der Eisenbahnstrecke der Canadian Pacific Railway durchquert auch eine Strecke der Canadian National Railway (CN) den Ort. Auf Grund einer Vereinbarung zwischen den beiden Gesellschaften verläuft dabei der gesamte Verkehr nach Süden bzw. Osten über die Gleise der CN und nach Norden bzw. Westen über die der CPR.
Der örtliche Flughafen (IATA-Code: YPD, ICAO-Code: -, Transport Canada Identifier: CNK4) liegt etwa 22 Kilometer südöstlich der Stadtgrenze und hat nur eine asphaltierte Start- und Landebahn von 1219 Metern Länge.

## Söhne und Töchter der Stadt
- John Brackenborough (1897–1993), Eishockeyspieler
- Roger Plaxton (1904–1963), Eishockeyspieler
- Fred Bourdginon (1906–1995), Eishockeyspieler
- Terry Crisp (* 1943), Eishockeyspieler und -trainer
- Gary Sabourin (* 1943), Eishockeyspieler
- Bobby Orr (* 1948), Eishockeyspieler
- Marilyn Corson (* 1950), Schwimmerin
- Eleanor Daley (* 1955), Komponistin